# Відгул
День відпочинку (Відгу́л) — це відпочинок, який надається працівникові як компенсація за роботу у святкові та неробочі дні, за роботу вихідного дня, а також працівнику-донору безпосередньо після кожного дня здавання крові для переливання (за бажання працівника цей день приєднується до щорічної відпустки). Такий день ще називається «донорським».
Компенсація передбачена трудовим законодавством, але може надаватися і за згодою сторін (роботодавця та робітника).
В чинному українському законодавстві у більшості випадків замість терміна «відгул» вживається термін «день відпочинку» (ст. 72, 107 КЗпП України)